# Pilwa (Varmia y Masuria)
Pilwa [pronunciación en polaco: /ˈpilva/] (en alemán: Pilwe) es un pueblo en el distrito administrativo de Gmina Węgorzewo, dentro del Distrito de Węgorzewo, Voivodato de Varmia y Masuria, en el norte dePolonia, cercano a la frontera con el Óblast de Kaliningrad de Rusia. Se encuentra aproximadamente 18 kilómetros al suroeste de Węgorzewo y 79 kilómetros al noreste de la capital regional, Olsztyn.
Hasta 1945, el área era parte de Alemania (Prusia Oriental).